# Takêv (prowincja)
Takêv (khm. ខេត្តតាកែវ) – prowincja w południowej Kambodży.
Prowincja podzielona jest na 10 dystryktów:
- ’Ângkôr Borei
- Bati
- Borei Chôlsar
- Kiri Vóng
- Kaôh ’Ândêt
- Prey Kabbas
- Sâmraông
- Doun Kaev
- Trăm Kák
- Treăng